# Regina Poźniak

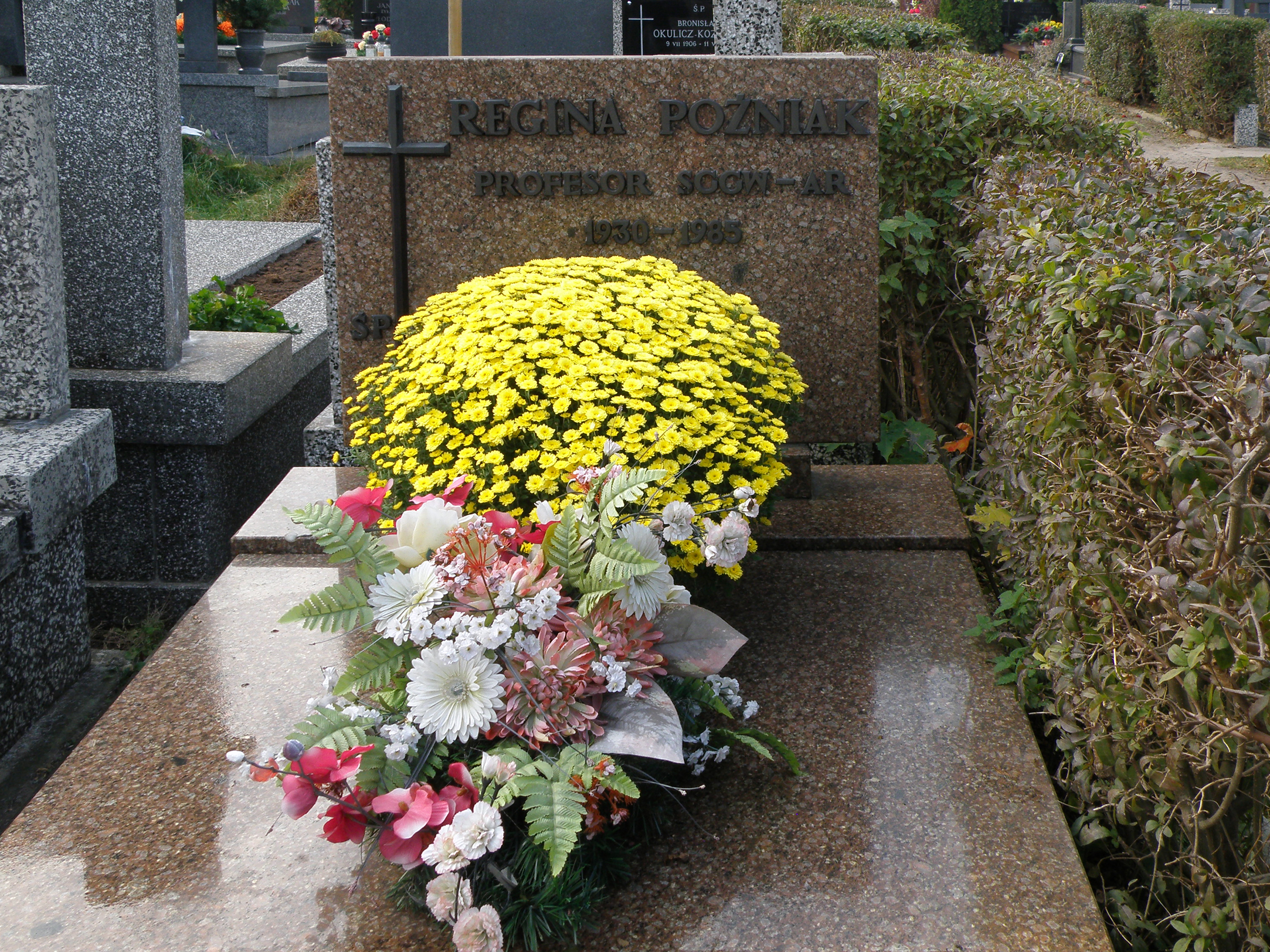
Grób Reginy Późniak na starym cmentarzu na Służewie

Regina Późniak (ur. w 1930, zm. w 1985 w Warszawie) – polska doktor habilitowana zajmująca się hydrogeologią, wykładowczyni SGGW. Pochowana na starym cmentarzu na Służewie.